# Treville
Treville (Tërvila in piemontese) è un comune italiano di 269 abitanti della provincia di Alessandria, in Piemonte.

## Storia
Il nome di Treville compare per la prima volta in un documento del 1202, in un decreto, con cui il marchese Bonifacio I Aleramo investì del feudo il nobile casalese Anselmo Musso di Paciliano.

Gli Statuti Locali risalgono invece al 1303 e sono tra i più antichi del Monferrato.
Durante il dominio mantovano, i Gonzaga lo vendettero a Giulio Strozzi (1590) e successivamente a Gerolamo Amarotto de' Andreasi (1602).

Nel 1699 il feudo venne acquisito da Giacomo Bartolomeo Gozani, la cui ricca famiglia commissionò Palazzo Treville di Casale Monferrato. 
Dall'anno 1713 passò sotto i Savoia e seguì le sorti della casata sabauda.

### Simboli
Lo stemma e il gonfalone sono stati concessi con decreto del presidente della Repubblica del 2 aprile 2001.
Stemma
Gonfalone

## Società

### Evoluzione demografica
Negli ultimi cento anni il comune ha perso i due terzi della popolazione residente.
Abitanti censiti

## Amministrazione
Di seguito è presentata una tabella relativa alle amministrazioni che si sono succedute in questo comune.
| Periodo        | Periodo        | Primo cittadino  | Partito                                 | Carica  | Note  |
| -------------- | -------------- | ---------------- | --------------------------------------- | ------- | ----- |
| 13 giugno 1985 | 23 maggio 1990 | Livio Pavese     | Partito Socialista Democratico Italiano | Sindaco | [ 8 ] |
| 23 maggio 1990 | 24 aprile 1995 | Livio Pavese     | lista civica                            | Sindaco | [ 8 ] |
| 24 aprile 1995 | 14 giugno 1999 | Dante Balbo      | centro                                  | Sindaco | [ 8 ] |
| 14 giugno 1999 | 14 giugno 2004 | Dante Balbo      | lista civica                            | Sindaco | [ 8 ] |
| 14 giugno 2004 | 7 giugno 2009  | Piero Coppo      | lista civica                            | Sindaco | [ 8 ] |
| 8 giugno 2009  | 26 maggio 2014 | Piero Coppo      | lista civica: insieme per Treville      | Sindaco | [ 8 ] |
| 26 maggio 2014 | 26 maggio 2019 | Piero Coppo      | lista civica: insieme per Treville      | Sindaco | [ 8 ] |
| 26 maggio 2019 | 9 giugno 2024  | Nadia Degiovanni | lista civica: insieme per Treville      | Sindaco | [ 8 ] |
| 9 giugno 2024  | in carica      | Nadia Degiovanni | lista civica: insieme per Treville      | Sindaco | [ 8 ] |

## Galleria d'immagini

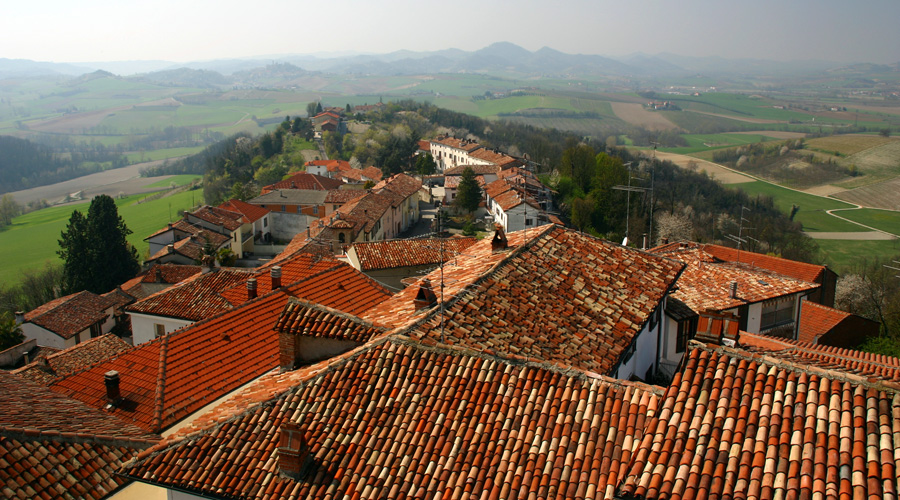
Veduta dei tetti di Treville dal piazzale della Chiesa
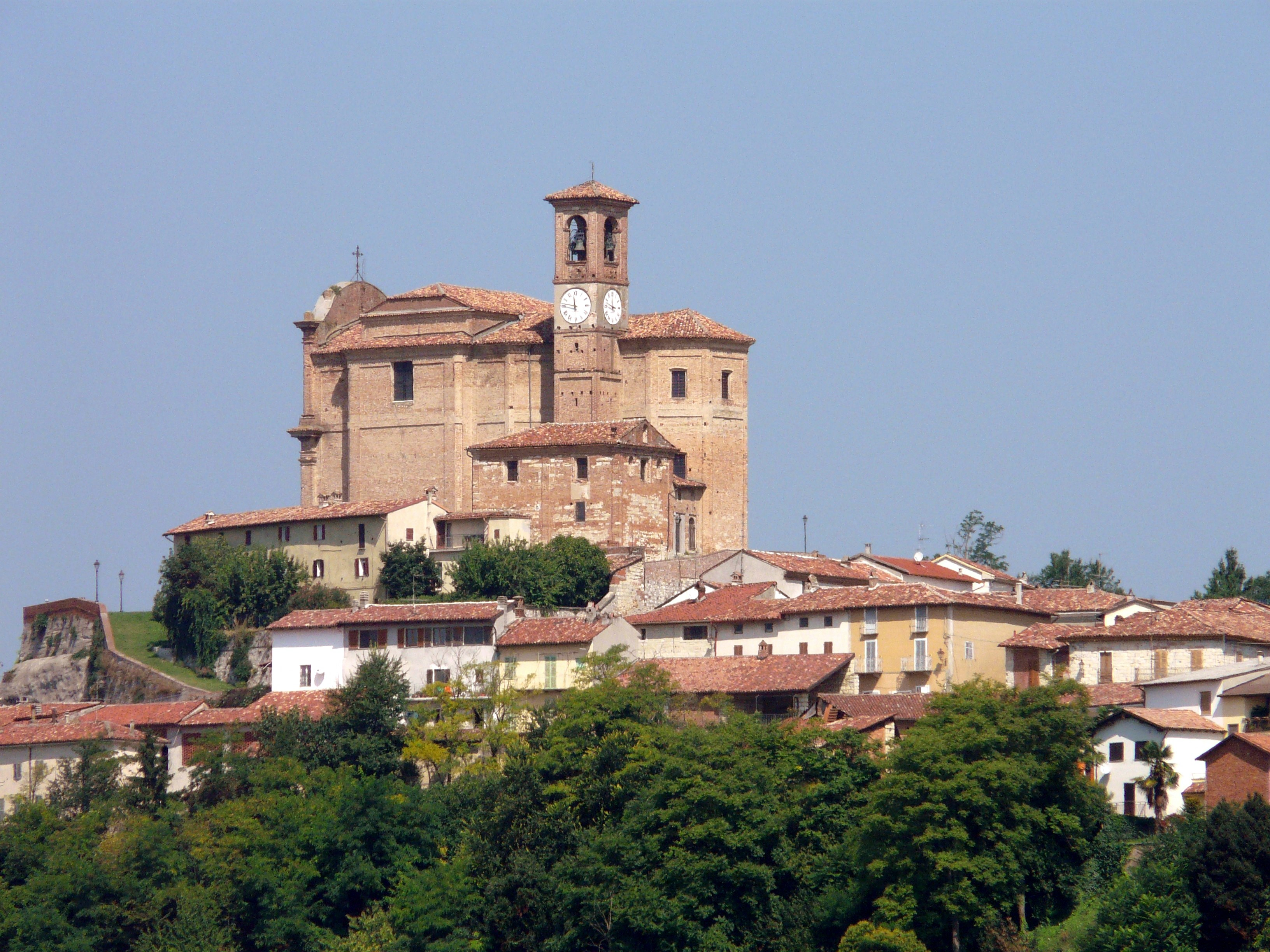
Panorama di Treville
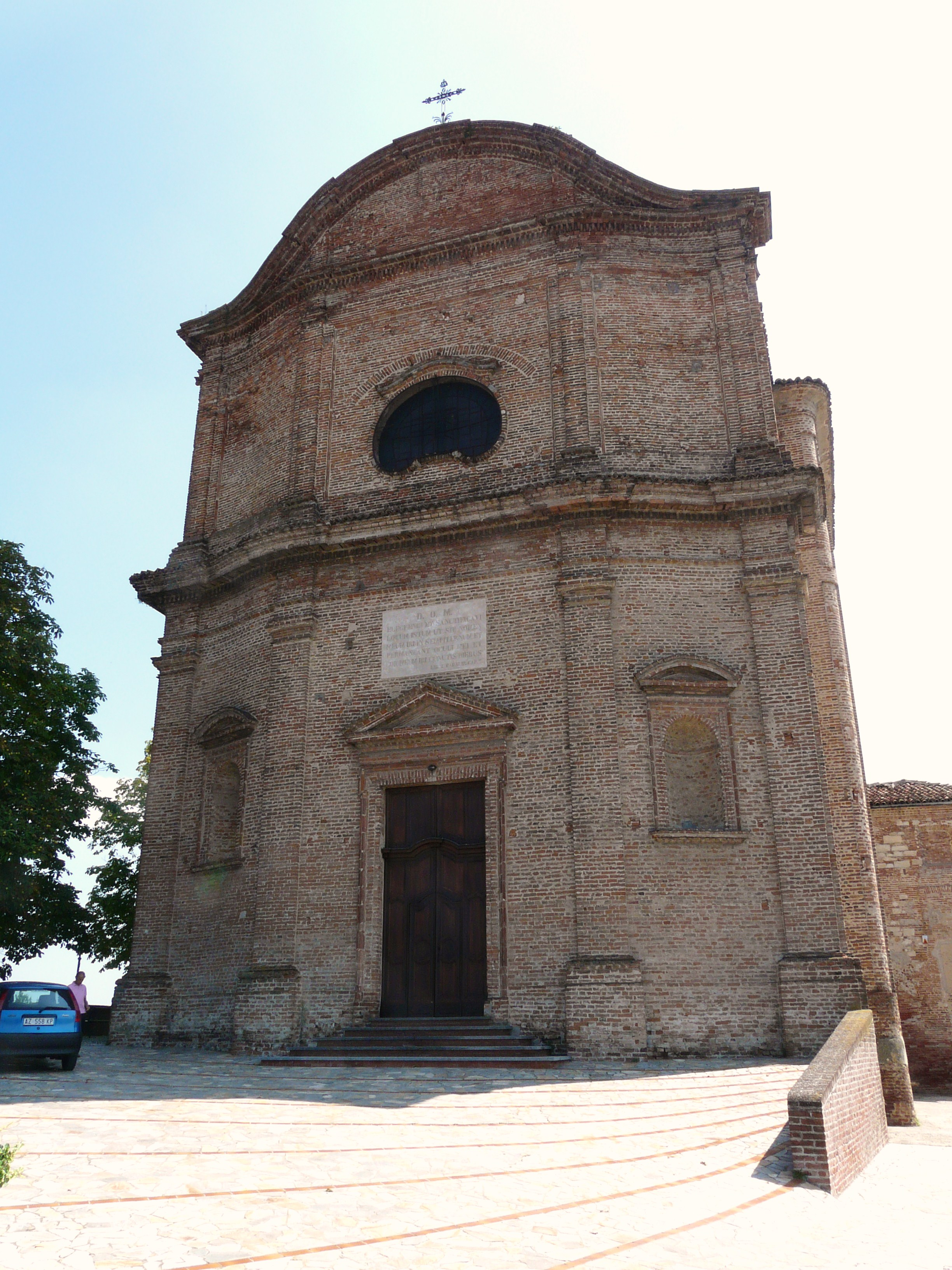
Chiesa di Sant'Ambrogio
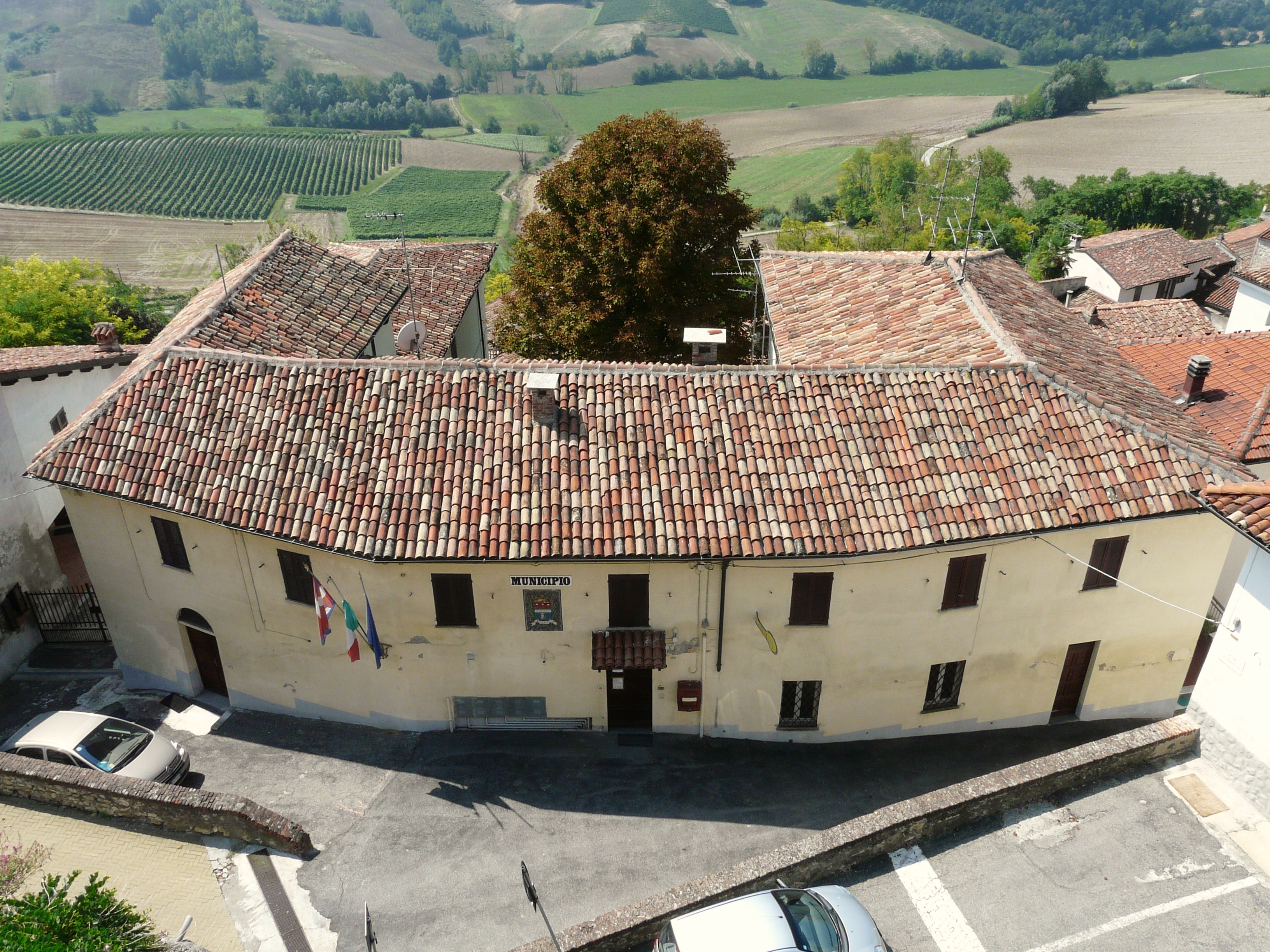
Municipio di Treville